# Samarowskaja Gruppa
Die Samarowskaja Gruppa (russisch Замаровская Группа; „Samarowskaja-Gruppe“) ist eine russischsprachige Mafiaorganisation, die vorrangig in Berlin und Köln operiert. Die Gruppierung ist verschiedenen Quellen zufolge ähnlich einer Terrororganisation in Zellen organisiert und nach ihrem mutmaßlichen Führer Leonid „Lew“ Samarow (Леонид «Лев» Замаров, englische Transkription Leonid “Lev” Zamarov) benannt.

## Geschichte

### Razzia und Ermittlerpanne
Zum ersten Mal öffentlich bekannt wurde die Gruppierung im Dezember 2013 nach einem großangelegten, bundesweiten Zugriff der Antiterror-Einheit GSG 9.
Nach einer halbjährigen Observation durch verschiedene Polizeibehörden in mehreren Bundesländern waren am 30. November 2013 und 1. Dezember 2013 ein dutzend Wohnungen in Berlin und Köln durchsucht und insgesamt vier mutmaßliche Mitglieder im Alter zwischen 21 und 43 Jahren verhaftet worden. Bei den Durchsuchungen fand man unter anderem ein taktisches Sturmgewehr vom Typ AKS-74U, eine Micro-Uzi, vier automatische Pistolen, drei Revolver, eine Handgranate und eine M18-Claymore-Mine. Des Weiteren 20.000 €, 2,5 Mio. Rubel, mehrere hundert Schuss Munition, beschusshemmende Westen, Hehlerelektronik, Rauschgift, gefälschte Pässe (mit dem nötigen Fälscherwerkzeug) und Papierrollen für Tickets der Deutschen Bahn sichergestellt.
Der mutmaßliche Kopf der Organisation wurde zeitgleich in Berlin verhaftet. Das Spezialkommando SEK, welches normalerweise für solch spezielle Einsätze zuständig ist, fühlte sich nach der Gefahrenprognose mit der Lage überfordert und nicht genug gerüstet, weshalb die Razzia an das GSG 9 abgetreten wurde. Die Mitgliederzahl war seitens der Polizei zwar auf etwa 30 Personen alleine im Kölner Raum geschätzt worden, Haftbefehle allerdings wurden nur für die Führungsebene um Leonid Samarow ausgestellt. Besondere Brisanz brachte der Fall mit sich, da ein Großteil der Waffen und Sprengstoffe sich in den Kellern des Uni-Centers, im gutbürgerlichen Zentrum Kölns, befand und das gesamte Gebäude mit seinen 1500 Bewohnern kurz vor einer Evakuierung stand. Den Sprengstoffexperten der Spezialeinheit ist jedoch die Entschärfung der Kampfmittel gelungen, noch bevor die Entscheidung zum Evakuieren gefallen ist. So konnte der Aufwand des Einsatzes in Grenzen gehalten werden.
Allerdings musste sich die Bundespolizei einige unangenehme Fragen gefallen lassen, da das Uni-Center direkt gegenüber dem Justizzentrum Köln liegt. Nichtsdestotrotz konnte eine russische Bande mehrere konspirative Räumlichkeiten in dem Gebäude einrichten und bis zum Zeitpunkt des Zugriffs etwa zwei Jahre lang unbehelligt und unentdeckt vor der Justiz operieren. Glaubwürdigen Quellen zufolge befand sich genau dort auch eine illegale Waffenfabrik, in der die aufgefundenen Schusswaffen und Sprengstoffe selbst hergestellt wurden. Es war bekannt geworden, dass bereits lange vorher mehrere konkrete Hinweise seitens des gebäudeeigenen Sicherheitsdienstes an die Polizei geben wurden, weshalb diese jedoch nicht überprüft wurden, ist bislang unklar.
An der Aktion waren im gesamten Bundesgebiet über 500 Polizeibeamte beteiligt. Zu den Festnahmen im Unicenter Köln rückten die Spezialkräfte mit einem gepanzerten Truppentransporter an. Das letzte Mal wurde ein solches Fahrzeug zu Zeiten der RAF während eines Einsatzes benutzt. Den letzten Einsatz der GSG 9 im Unicenter gab es ebenfalls zu Zeiten der RAF; gleichzeitig wurde damals die Lufthansa-Maschine „Landshut“ von dieser Organisation entführt. Trotz der intensiven Ermittlungen konnten bislang fast ausschließlich Machenschaften aufgedeckt werden, welche die Kölner Truppe ausführte. Welche Geschäfte sich in Berlin abgespielt haben, konnte nicht aufgeklärt werden.

### Vorwurf
Der eigentliche Vorwurf beschränkte sich auf systematische Urkundenfälschung und Betrug zum Nachteil der Deutschen Bahn. Allerdings kamen während der Ermittlungen zahlreiche weitere Machenschaften ans Tageslicht, und es wurde klar, dass sämtliche Verdächtigen Mitglieder einer größeren, interregionalen Verbindung waren und zudem schwerstbewaffnet.
Die bei der bundesweiten Razzia aufgefundenen verbotenen Gegenstände ergänzten die vorgeworfenen Straftaten um:
- Bilden einer kriminellen Vereinigung
- Illegale Herstellung von Waffen und Besitz
- Illegale Herstellung und Umgang mit Sprengstoffen
- Illegale Herstellung von Ausweisdokumenten
- Hehlerei
- Rauschgifthandel
- Computerbetrug und Urkundenfälschung
- Herbeiführen einer Sprengstoffexplosion

Das Herbeiführen einer Explosion bezog sich auf mehrere Sprengstoffanschläge auf Papierlagerstätten der Deutschen Bahn.

## Organisation
Die Organisation der Samarowskaja Gruppa ist weitgehend ungeklärt, da die gesamte Gruppierung ähnlich terroristischen Organisationen wie der al-Qaida in Zellen organisiert ist und auch hinsichtlich Ausrüstung, Ausbildung und Ideologie Ähnlichkeiten aufweist. Da keiner der Inhaftierten bislang ausgesagt hat, ist zudem bis heute ungeklärt, zu welchem Zweck die Samarowskaja so schwer bewaffnet war. Zudem fand innerhalb der Gruppe eine Triangle-Kommunikation statt (die Mitglieder hinterlassen sich Nachrichten in Callcentern, welche in Ländern liegen, die mit Deutschland nicht kooperieren). Das erschwert die Zuweisung der Rolleneinteilung immens, da nicht nachvollziehbar ist, wer wem zu welchem Zeitpunkt Informationen und Anweisungen übermittelt hat.

### Vorgehensweise
Welchen Machenschaften die Gruppierung im Einzelnen nachgeht, ist ebenfalls kaum bekannt. Nur das Geschäftsfeld der bundesweiten Fahrkartenfälschung ist zum Großteil aufgedeckt worden:
- Zunächst wurden Blankorollen für die Fahrkartenautomaten der Bahn beschafft, welche später mit den nötigen Daten bedruckt und zugeschnitten wurden. Das so entstehende Produkt ist, da das Papier, samt Hologramm, Wasserzeichen und UV-Zeichen original ist, fast vollkommen identisch mit den originalen Fahrscheinen.
- Diese täuschend echten, hochpreisigen Fernfahrscheine wurden dann teils von geschulten Straßenverkäufern an Reisende über das Internet verkauft, teils in Reisezentren der DB AG gegen Barauszahlung des vollen Ticketwerts storniert. Der Schaden geht alleine in dem halben Jahr der Observation in die Millionen.
- Die Blankofahrscheine kamen aus aufgesprengten Lagerstätten der DB AG.